# A bit of Liverpool
A bit of Liverpool is het derde studioalbum van de Amerikaanse meidengroep The Supremes uit 1964. Het werd geproduceerd door Berry Gordy, Hal Davis en Marc Gordon. De plaat bestaat uit covers van nummers die populair waren gemaakt door de Britse groepen die Merseybeat en verwante muziek speelden. De Merseybeat was ontstaan in Liverpool, vandaar de naam van het album, dat men een vroeg voorbeeld van een conceptalbum zou kunnen noemen.
De hoesfoto laat Diana Ross, Florence Ballard en Mary Wilson, de leden van de groep, zien met bolhoeden, witte handschoenen, paraplu’s en kokerrokken.
In het Verenigd Koninkrijk kwam de plaat uit onder de naam With love (from us to you).

## De inhoud
Het album bevat vier nummers van het schrijversduo Lennon-McCartney, alle vier bekend geworden door de uitvoering van The Beatles, en daarnaast nog A world without love, ook een compositie van Lennon-McCartney, maar uit het repertoire van Peter & Gordon. Er staat ook een liedje van Gerry and the Pacemakers, een andere groep uit Liverpool, op (How do you do it?).
De plaat bevat echter ook twee nummers van The Dave Clark Five, die uit Londen kwam (Because en Bits and pieces). De resterende drie nummers zijn
- The house of the rising sun, van oorsprong een Amerikaans nummer, maar in de vroege jaren zestig vooral bekend van de versie van The Animals, een groep die trouwens uit Newcastle upon Tyne kwam in plaats van uit Liverpool. Deze versie diende voor The Supremes als voorbeeld.
- You've really got a hold on me, een hit van The Miracles uit 1962, net als The Supremes een groep uit de Motownstal. De reden dat dit nummer erop staat, is hoogstwaarschijnlijk dat The Beatles het ook hadden opgenomen, en wel op hun album With the Beatles.
- Do you love me, een nummer geschreven door Berry Gordy, de eigenaar van Motown, en in 1962 opgenomen door de Amerikaanse groep The Contours. Ook dit nummer werd door een Britse popgroep overgenomen, en wel door Brian Poole & The Tremeloes, die er in 1963 een eerste plaats in de UK Singles Chart mee behaalden. Ook The Dave Clark Five nam het nummer op, maar met minder succes.

Het album haalde de 21e plaats in de Billboard Hot 200 en de vijfde plaats in de hitparade voor ‘r&b-albums’.

## Nummers
| 1.                 | How do you do it? (Mitch Murray)                 | 1:50 |
| 2.                 | A world without love (Lennon-McCartney)          | 2:43 |
| 3.                 | The house of the rising sun (Anoniem)            | 3:10 |
| 4.                 | A hard day’s night (Lennon-McCartney)            | 2:20 |
| 5.                 | Because (Dave Clark)                             | 2:26 |
| 6.                 | You've really got a hold on me (Smokey Robinson) | 2:46 |
| 7.                 | You can’t do that (Lennon-McCartney)             | 2:29 |
| 8.                 | Do you love me (Berry Gordy)                     | 2:40 |
| 9.                 | Can’t buy me love (Lennon-McCartney)             | 2:15 |
| 10.                | I want to hold your hand (Lennon-McCartney)      | 2:09 |
| 11.                | Bits and pieces (Dave Clark, Mike Smith)         | 2:15 |
| Totale duur: 27:03 |                                                  |      |

Tijdens de opnamesessies voor A bit of Liverpool werden nog twee nummers opgenomen, die bij de samenstelling van het album buiten de boot vielen:
- I saw him standing there, nog een Beatlesnummer, geschreven door Lennon-McCartney.
- Not fade away, een nummer uit 1957 van Charles Hardin en Norman Petty, dat in 1964 was opgenomen door The Rolling Stones.

Beide nummers zijn pas in 2008 uitgebracht op de dubbel-cd Let the music play: Supreme rarities 1960-1969, waarop een groot aantal nooit uitgebrachte nummers en alternatieve versies van wel uitgebrachte nummers staat.
Toen het album net uit was, zongen The Supremes een paar maal Eight days a week van The Beatles in tv-shows als Shindig! en Hullabaloo, maar dat nummer heeft de groep nooit op de plaat gezet.

## Heruitgaven
In 1986 bracht Motown de plaat opnieuw uit, maar nu op cd in plaats van, zoals in 1964, op vinyl.
In hetzelfde jaar bracht Motown ook een dubbel-cd uit. A bit of Liverpool werd hier gecombineerd met TCB, de soundtrack van een gelijknamige televisieshow uit 1968, waarin The Supremes en The Temptations optraden.